# Arthur Henry Reginald Buller
Arthur Henry Reginald Buller FRSC, FRS (19 de agosto de 1874 - 3 de julio de 1944) fue un micólogo, y botánico britocanadiense. Fue muy reconocido como estudioso de los fungi y de la roya del trigo.

## Carrera académica
Nacido en Moseley, Birmingham, obtuvo su Bachelor of Science del Queen's College, Taunton en 1896. Luego completó su Doctorado en filosofía de botánica en la Universidad de Leipzig en 1899. Recibió entrenamiento en la Estación Marina Biológica en Nápoles. De 1901 a 1904, fue docente en Botánica en la Universidad de Birmingham. Viajó a Canadá en 1904, fundando el Departamento de Botánica en la Universidad de Manitoba, siendo el primer profesor de Botánica y de Geología en la Universidad de Manitoba, ascendiendo como Jefe del Departamento de Botánica hasta su jubilación en 1936.

## Poética
También escribió limericks, de los cuales algunos se publicaron en la revista de humor, Punch, incluyendo una sobre teoría de la relatividad especial de Einstein:

There was a young lady named Bright,
Whose speed was far faster than light;
She started one day
In a relative way,
And returned on the previous night.

Había una joven llamada Brillante,
que iba por allí más rápida que la luz;
comenzaba el día de una forma relativa,
y volvía la noche anterior.

Había una joven llamada Brillante,
que viajaba más rápido que la luz;
Empezó un día de una manera relativa,
y volvió la noche anterior.

## Algunas publicaciones

### Libros
- 1950. The sexual process in the Uredinales. Volumen 7 de Researches on fungi. Ed. Hafner. 458 pp.

- 1934. The biology and taxonomy of Philobolus, the production and liberation of spores in the Discomycetes, and pseudorhizae and gemmifers as organs of certain Hymenomycetes. Volumen 6 de Researches on fungi. Ed. Longmans, Green and Co. 513 pp.

- 1933. Hyphal fusions and protoplasmic streaming in the higher fungi: together with an account of the production and liberation of spores in Sporobolomyces, Tilletia, and Sphaerobolus. Ed. Longmans, Green and Co. 416 pp.

- 1929. Practical botany: an elementary course in the general morphology and physiology of plants especially adapted for the requirements of students at the University of Manitoba. Ed. Longmans, Green. 275 pp.

- 1919. Essays on wheat. Ed. Macmillan Co. 339 pp. Reeditó Nabu Press, 2010. 420 pp. ISBN 1-177-83593-2

## Honores
- Miembro de la Sociedad Micológica Británica, y su presidente en 1914
- Miembro electo de la Royal Society de Canadá en 1909. Y su presidente en 1927
- 1929, galardonado por la Royal Society de Canadá, con la Medalla Flavelle
- 1937, miembro electo de la Royal Society
- Miembro perpetuo de la Mycological Society of America.

Recibió doctorados honoríficos de la Universidad de Saskatchewan, Universidad de Calcuta, Universidad de Manitoba, Universidad de Pensilvania

### Epónimos
- "Edificio Buller", en la Universidad de Manitoba, construido en 1932

- La abreviatura «Buller» se emplea para indicar a Arthur Henry Reginald Buller como autoridad en la descripción y clasificación científica de los vegetales.[2]